# 차오위
차오위(중국어: 曹禺, 병음: Cáo Yǔ, 한자음: 조우, 1910년 9월 24일~1996년 12월 13일)는 중국의 극작가다. 본명은 완자바오(중국어 정체자: 萬家寶, 간체자: 万家宝, 병음: Wàn Jiābǎo, 한자음: 만가보)이다.
아버지 완더준(萬德尊)은 1904년에 일본에 유학해 육군 군관학교를 졸업한 군인이었고, 훗날 중화민국 북양정부의 총통을 지내기도 했던 리위안훙(黎元洪)의 비서를 지낸 바 있다. 어머니는 어려서부터 사망하여 계모가 그를 키웠다.
차오위는 처음에 사립 난카이 대학 정치학과에 들어가 공부했지만 맞지 않아서 중퇴하고, 국립 칭화 대학 서양문학과에 들어가 유럽 문학과 그리스 비극 등을 전공했다. 처음에는 본명 완자바오로 소설을 썼으며 차오위라는 이름으로 1934년에 발표한 희곡 <뇌우> 4막으로 일약 극작가로서의 이름을 얻었다. 이 희곡은 대한민국 임시정부의 독립 운동가였던 안미생이 젊어서 쿤밍의 국립 서남연합대학 법학원에 유학해서 재학할 때 수녀 역으로 특별 출연키도 했던 연극 작품이 되기도 했다. 그는 중국 국립 희극학교에서 교편을 잡는 한편 1936년 <일출(日出)> 4막을 발표, 이어서 1937년에는 난징의 중국 희극학회의 성립과 더불어 중심 인물로 활약했다. 그 해 탈옥수의 거친 애정 문제를 소재로 한 <원야(原野)> 3막 및 이듬 해인 1941년에는 <북경인> 등 모두 10회 이상의 상연 실적을 가진 문제작들을 발표했다.
헨리크 입센, 알렉산드르 오스트롭스키, 안톤 체호프, 유진 오닐, 막심 고리키 등의 영향을 받았던 그의 작품은 풍부한 상상력과 현실적인 박력으로 일반인들의 환영을 받았다. 일본 제국과 중화민국이 중일전쟁을 벌일 당시에는 전국 희극계 항적(抗敵)협회 이사가 되어서 충칭시와 우한 시 등에서 연극을 지도했고, 일본이 제2차 세계대전에서 패배하고 중화민국이 승리를 거두고 난 후에는 라오서(老舍)와 함께 1946년에 미국으로 건너가서 미국 정부의 지원을 받으며 중국 연극을 강의하기도 했다. 귀국 후에는 홍콩 등지에서 시나리오 <염양천(艶陽天)> 및 역사극을 집필하였다. 이밖에도 헨리크 입센, 유진 오닐 등의 번역작이 많이 있다.
1949년 이후에는 중화인민공화국 정부 성립에 참여하여 중국공산당의 지도 아래서 중앙희극학원 교수, 전국 문학예술계연합회, 문학공작자협회, 희극공작자협회, 영화공작자협회 등에서 간부 등으로 활동을 이어갔으나, 한국 전쟁, 반우파 운동, 대약진 운동 등을 겪으면서 젊은 시기의 시나리오 작가 시절처럼 왕성하고 자유분방한 창작 활동은 보여주지 못하였다.

## 주요 작품
- 뇌우
- 북경인